# 足利大学
足利大学（あしかがだいがく、英語: Ashikaga University）は、栃木県足利市大前町に本部を置く私立大学。1925年足利実践女学校として創立、1967年大学設置。大学の略称は足大（あしだい）、英称ではAU。

## 概観

### 大学全体
足利大学は足利旧市内にある17ヶ寺により組織された足利仏教和合会が設立した足利実践女学校が始まり。
キャンパスは足利市大前町と本城3丁目にあり、大前キャンパスは東京ドーム約4個分の広さで、脇には渡良瀬川、松田川が流れている。

### 建学の精神
聖徳太子の十七条憲法の第一条である「和を以って貴しと為す」を建学の理念とし、「人類の平和と国際社会の発展に貢献できる専門職業人の育成」を目指している。

## 沿革
沿革は以下の通り。
- 1925年（大正14年）4月 - 足利仏教和合会（足利市内の17寺院で組織）が足利実践女学校を創立
- 1944年（昭和19年）3月 - 校名を足利女子商業学校に改称
- 1946年（昭和21年）
  - 3月 - 校名を月見ヶ丘高等女学校に改称
  - 10月 - 財団法人月見ヶ丘学園を設立
- 1948年（昭和23年）3月 - 学制改革により月見ヶ丘高等学校となる。併設中学校を開校
- 1951年（昭和26年）2月 - 学校法人月見ヶ丘学園が認可
- 1955年（昭和30年） - 併設中学校を閉校
- 1961年（昭和36年）4月 - 月見ヶ丘高等学校に男子部商業科・普通科設置
- 1962年（昭和37年）4月 - 月見ヶ丘高等学校男子部に工業課程(機械科・電気科・建築科)増設
- 1965年（昭和40年）4月 - 月見ヶ丘高等学校男子部の工業課程に自動車科増設。月見ヶ丘幼稚園を設置
- 1967年（昭和42年）4月 - 足利工業大学開学[1]。月見ヶ丘高等学校男子部の工業課程を母体とし、足利市内の仏教寺院連合によって開学。設置学部・学科は工学部機械工学科、電気工学科、建築学科
- 1968年（昭和43年）4月 - 月見ヶ丘高等学校男子部を足利工業大学附属高等学校として独立
- 1970年（昭和45年） - 月見ヶ丘高等学校を足利工業大学附属月見ヶ丘高等学校と改称
- 1972年（昭和47年）4月 - 法人名を学校法人足利工業大学に改称
- 1973年（昭和48年）4月 - 足利工業大学工学部に土木工学科、経営工学科を増設
- 1979年（昭和54年）
  - 4月 - 足利短期大学を開学（幼児教育科）。足利工業大学附属月見ヶ丘高等学校を足利短期大学附属高等学校と、月見ヶ丘幼稚園を足利短期大学附属幼稚園と改称
  - 12月 - 足利工業大学附属高等学校商業科の廃科認可
- 1980年（昭和55年） - 図書館が完成[4]。
- 1981年（昭和56年）12月 - 足利短期大学附属高等学校商業科の廃科認可
- 1986年（昭和61年）
  - 1月 - 足利工業大学附属高等学校に情報処理科の設置認可
  - 4月 - 足利工業大学附属高等学校に情報処理科を開設
- 1989年（平成元年） - 聖徳太子摂政像を建立
- 1990年（平成2年）
  - 3月 - 足利工業大学大学院工学研究科機械工学専攻、電気工学専攻、土木工学専攻（修士課程）を設置認可
  - 4月 - 足利工業大学大学院工学研究科機械工学専攻、電気工学専攻、土木工学専攻（修士課程）を設置
- 1993年（平成5年）4月 - 足利工業大学大学院工学研究科に建築学専攻、経営工学専攻（修士課程）を増設
- 1995年（平成7年）12月 - 足利工業大学大学院情報・生産工学専攻、建設・環境工学専攻（博士後期課程）を設置認可。足利短期大学看護科設置認可
- 1996年（平成8年）4月 - 足利工業大学大学院工学研究科情報・生産工学専攻、建設・環境工学専攻（博士課程）を開設。足利短期大学看護科を開設
- 1998年（平成10年）4月 - 足利工業大学工学部の電気工学科を電気電子工学科に、経営工学科を経営情報工学科に名称変更。足利工業大学大学院工学研究科の電気工学専攻を電気電子工学専攻に、経営工学専攻を経営情報工学専攻に名称変更。総合研究センターを設立
- 2000年（平成12年）4月 - 足利短期大学に専攻科福祉専攻を開設
- 2002年（平成14年）4月 - 足利工業大学工学部の土木工学科を都市環境工学科に名称変更
- 2003年（平成15年） - 睡眠科学センターを設立
- 2005年（平成17年）4月 - 足利工業大学大学院工学研究科の土木工学専攻を都市環境工学専攻に名称変更
- 2006年（平成18年）4月 - 足利工業大学工学部の経営情報工学科をシステム情報工学科に名称変更。足利工業大学大学院工学研究科の経営情報工学専攻をシステム情報工学専攻に名称変更。足利工業大学工学研究科の機械工学専攻に煙火学専修（通称・花火大学院）を開設
- 2010年（平成22年）
  - 3月 - 足利短期大学の専攻科福祉専攻を廃止
  - 4月 - 足利短期大学の幼児教育科をこども学科に、看護科を看護学科に名称変更
- 2011年（平成23年）4月 - 足利工業大学工学部の5学科を創生工学科5学系に再編
- 2013年（平成25年）4月 - 足利工業大学大学院工学研究科の修士課程5専攻を情報・生産工学専攻、建設・環境工学専攻に改組
- 2014年（平成26年）4月 - 足利短期大学看護学科を母体に看護学部看護学科を設置[1]。足利短期大学の看護学科を募集停止
- 2016年（平成28年）4月 - 足利工業大学工学部創生工学科の5学系11コースを4分野7コースに改組
- 2017年（平成29年）11月 - 足利工業大学50周年記念式典を挙行
- 2018年（平成30年）
  - 3月 - 足利短期大学看護学科を廃科
  - 4月 - 足利工業大学を足利大学へ名称変更[1][広報 1]
- 2020年（令和2年）
  - 4月 - 工学部創生工学科システム情報分野の人間工学コースをAIシステムコースに名称変更
- 2022年（令和4年）
  - 4月 - 大学院工学研究科建設・環境工学専攻を4専修から2専修に改組

## 教育および研究

### 学部
- 工学部（1学科4分野7コース）
  - 創生工学科
    - 機械分野
      - 機械工学コース
      - 自然エネルギーコース

    - 電気電子分野
      - 電気電子工学コース

    - システム情報分野
      - 情報デザインコース
      - AIシステムコース

    - 建築・土木分野
      - 建築学コース
      - 土木工学コース
- 看護学部
  - 看護学科

### 大学院
- 工学研究科　修士課程
  - 情報・生産工学専攻
    - 再生可能エネルギー・環境工学専修
    - 機械システム工学専修
    - 電気電子工学専修
    - システム情報工学専修

  - 建築・環境工学専攻
    - 建設工学専修
    - 建築都市デザイン学専修
- 工学研究科　博士（後期）課程
  - 情報・生産工学専攻
  - 建築・環境工学専攻
    - 建設工学専修
    - 建築都市デザイン学専修

### 附属機関
- 足利大学附属図書館

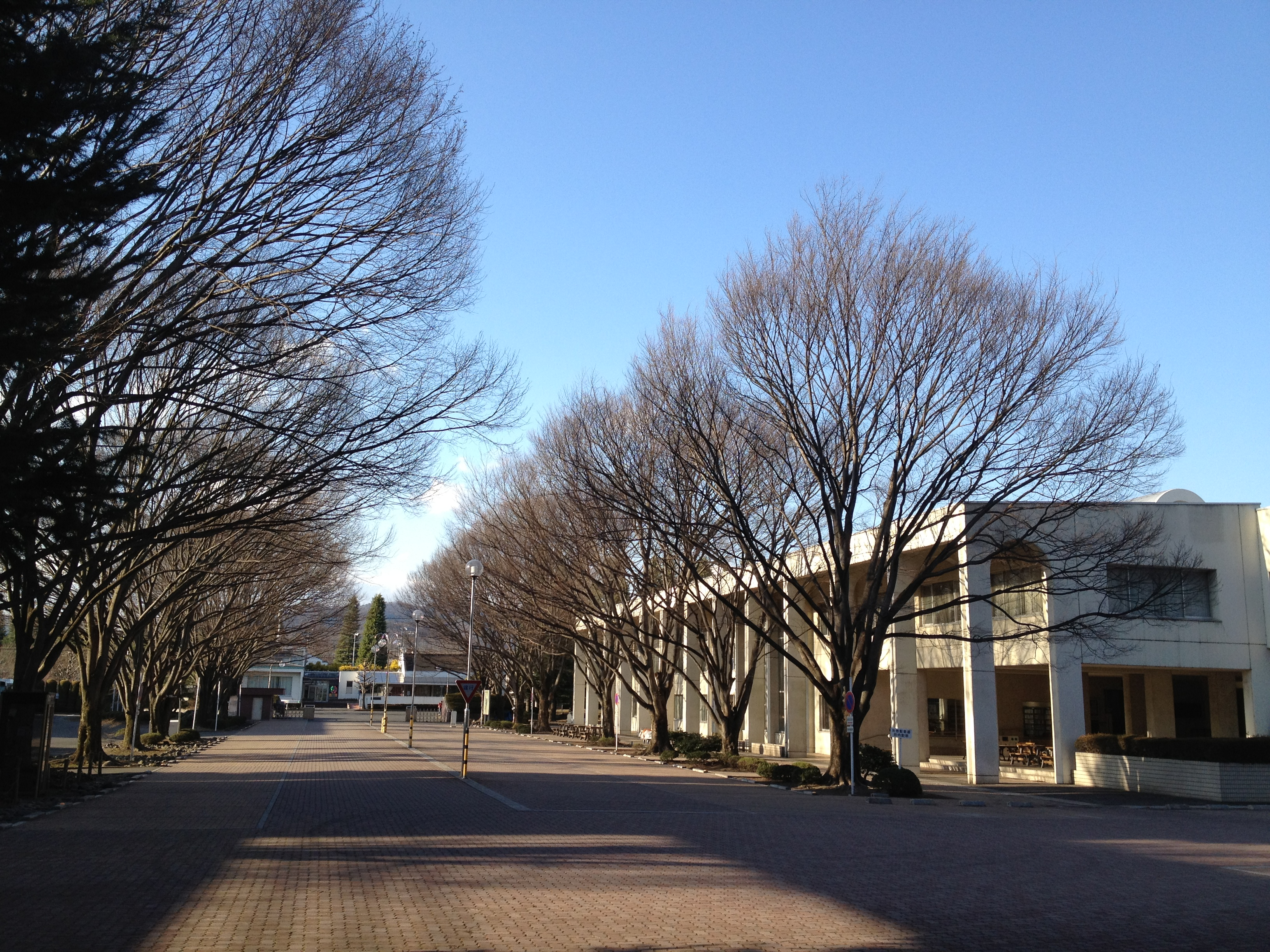
足利工業大学附属図書館

  - 蔵書籍数15万冊。AVコーナーなどがあり、一般市民も利用できる。
- 情報科学センター
  - 学内から全国までのコンピュータネットワークの拠点。
- 総合研究センター
  - 近隣の企業等の共同研究を通して、研究、技術推進に取り組んでいる。
- 睡眠科学センター
  - 睡眠の基礎研究から応用研究までを行っている。

## 学生生活

### 学生食堂
- 564名収容できる大学食堂がある。

### 委員会・サークル
- 委員会
  - 学生自治会
  - 執行委員会
  - 代議委員会
  - わたらせ祭実行委員会
  - 体育部門委員会
  - 文化部門委員会
  - 会計監査委員会
  - アルバム作成委員会
  - 生協学生委員会
  - 足利大学全学応援団
  - 全学応援団付属吹奏楽部
  - 放送局
- 体育会系
  - バスケットボール部
  - 硬式野球部
  - 準硬式野球部
  - サッカー部
  - ソフトテニス部
  - 硬式庭球部
  - 卓球部
  - バドミントン部
  - アーチェリー部
  - 弓道部
  - 剣道部
  - 柔道部
  - 空手道部
  - 少林寺拳法部
  - AU Fitness Traning Culb
  - 自転車部
- 文化会系
  - パソコン研究部
  - AU Music Style
  - 漫画研究部
  - クイズ研究部
  - 将棋部
  - 囲碁部
  - 陶芸倶楽部
  - 鉄道研究部
  - 応援団附属吹奏楽部
- 同好会系
  - アトリエ クリエーター ネットワーク
  - 電気自動車同好会
  - 相撲ロボット同好会
  - ものづくり工房
  - ゲーム研究同好会
  - 麻雀遊戯同好会
  - TCG同好会
  - フットサル同好会
  - 野球愛好会（軟式野球）
  - 陸上同好会
  - SMILEサークル（ボランティア）
  - スキー同好会
  - ダーツ同好会
  - 演劇同好会
  - ダンス同好会
  - Collegiate Tutors Club
  - A-GIRLS
  - ハンドベル
  - Wind turbine
  - 絆ボランティアサークル
  - A.GARDEN（ガーデニング）
  - スノーボードクラブ

## 大学祭
- 大学祭は毎年「わたらせ祭」が行われる。

## 大学関係者
- 武井全補 - 理事長
- 末武義崇 - 学長
- 安藤康高 - 副学長・工学部長
- 青山みどり - 看護学部長

## 特徴
- 工学部は1学科4分野7コース体制になっており、幅広い分野が習得可能。キャンパス内

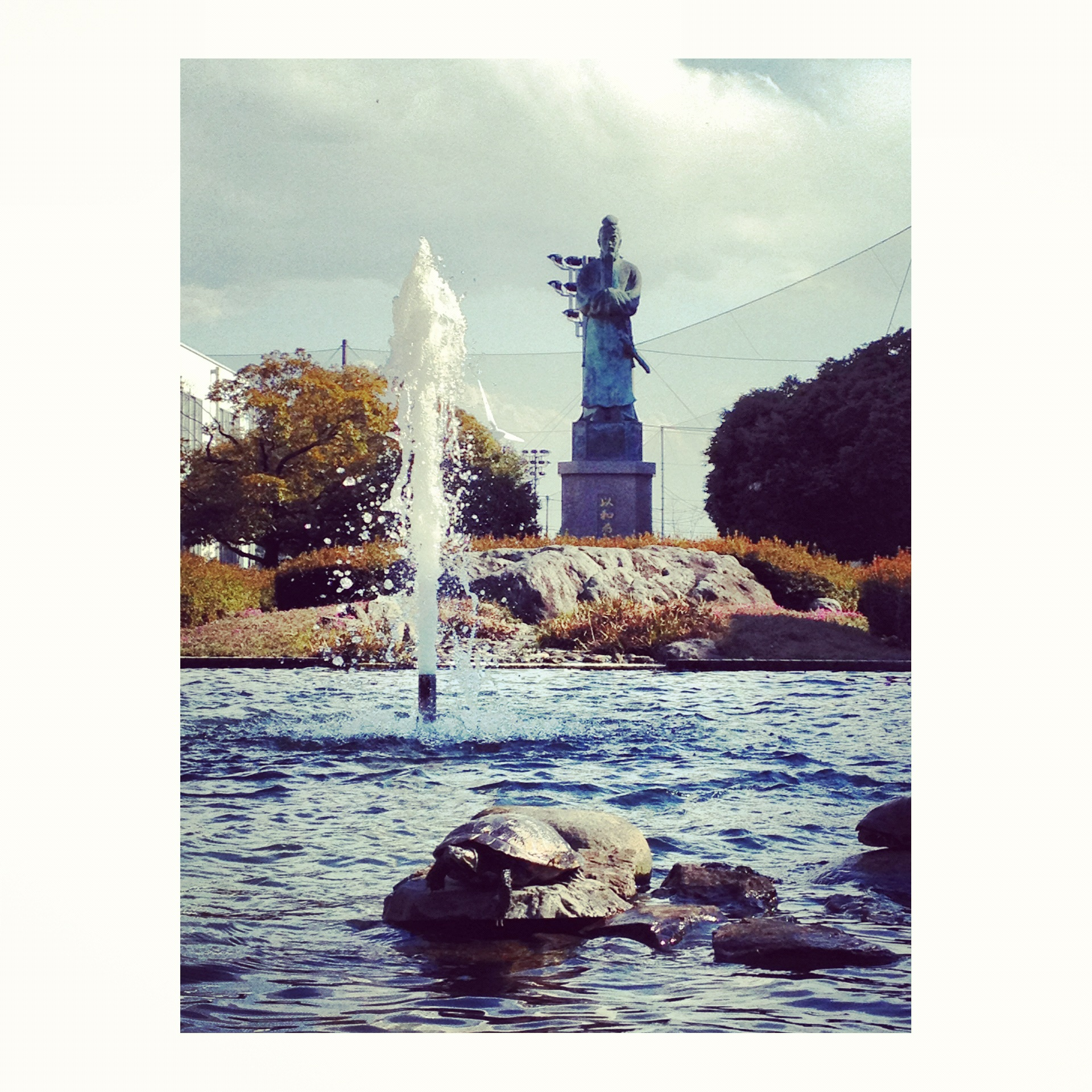
キャンパス内

- 大学の敷地内には世界最大の聖徳太子像がある。
- 自然エネルギーの研究にも力を入れており、敷地内には富士重工業製の大型風車がある他、３０基の小型風車などが展示されている「風と光の広場」、自然エネルギーについて学べる「ミニミニ博物館」がある(入場無料)。また風力発電(富士重工業製)、太陽光発電(三洋電機製)、バイオマス発電(富士電機システムズ製)の3つの自然エネルギーを組み合わせた「トリプルハイブリッド発電システム」に取り組んでいる。

## 附属校
- 足利大学附属高等学校
- 足利短期大学
- 足利短期大学附属高等学校
- 足利短期大学附属幼稚園

## 対外関係

### 他大学との関係
- 私工大懇話会
- 大学コンソーシアムとちぎ
- 放送大学[広報 2]

### 国際・学術交流等協定校
- イリノイ大学 スプリングフィールド校（アメリカ・イリノイ州）
- 浙江工業大学（中国・浙江省）
- リール大学（フランス）
- モンゴル科学技術大学（モンゴル）
- 瑞逸大学（韓国）
- スリヤ大学（インドネシア）
- マリアノ・マルコス州立大学（フィリピン）

## 著名な出身者
- 清水健太郎 - 歌手、俳優
- 清水アキラ - タレント(中退)
- 時田光 - 声優
- 若井友和 - オートレース選手
- 梶谷恵造 - 北海道森町町長

## 交通アクセス
- 東武伊勢崎線足利市駅よりシャトルバス。
- JR両毛線山前駅よりシャトルバス、または徒歩約25分。
- 北関東自動車道・太田桐生ICより約10分
- 東北自動車道・佐野藤岡ICより約40分

#### 広報資料・プレスリリースなど一次資料
1. ↑  平成30年4月足利工業大学は「足利大学」へ名称変更いたします 2017年5月22日閲覧。
2. ↑  放送大学　平成28年度　単位互換案内